# Kepler-1625b
Kepler-1625b és un exoplaneta superjúpiter que orbita l'estrella semblant al Sol Kepler-1625 a uns 2,500 parsecs (8,200 anys llum) de distància. El gran gegant gasós té aproximadament el mateix radi que Júpiter i orbita la seva estrella cada 287,4 dies. El 2017, es van trobar indicis d'una exolluna de la mida de Neptú en òrbita del planeta mitjançant observacions fotomètriques recollides per la Missió Kepler. L'any següent es va trobar més evidència d'un satèl·lit neptunià emprant el Telescopi espacial Hubble, on dues línies d'evidència independents van limitar la massa i el radi perquè fossin semblants a Neptú. La signatura massiva ha estat recuperada independentment per altres dos equips. Tanmateix, la signatura del radi va ser recuperada independentment per un dels equips però no per l'altre. L'equip de descobriment original va demostrar més tard que aquest darrer estudi sembla afectat per fonts d'errors sistemàtics que poden influir en les seves troballes.

## Característiques

### Massa i radi
Kepler-1625b és un gegant gasós de mida joviana, un tipus de planeta diverses vegades més gran del radi que la Terra i compost principalment per hidrogen i heli. Té 11,4 vegades el radi de la Terra, aproximadament igual al del planeta Júpiter. No obstant això, és fins a 11,6 vegades més massiu (unes 3.700 masses terrestres), segons les observacions de velocitat radial. Això el situa just per sota del límit de fusió de deuteri, que és al voltant de 13 masses de Júpiter. Més massiu i Kepler-1625b seria una nana marró. Tanmateix, aquest valor de massa només correspon a un límit superior de 3 sigma i la massa del planeta no es detecta en aquest moment.

### Òrbita i temperatura
A diferència dels gegants gasosos del nostre sistema solar, Kepler-1625b orbita molt més a prop, una mica més a prop que el radi orbital com la Terra al voltant del Sol. El planeta triga 287 dies (0,786 anys; 9,43 mesos) a orbitar Kepler-1625, com a resultat de la massa lleugerament més gran de l'estrella que la del Sol. Kepler-1625b rep 2,6 vegades més insolació que la Terra, el que significa que es troba a la vora interior de la zona habitable. No obstant això, com que el planeta probablement no té superfície sòlida, els cossos d'aigua líquida són impossibles.

## Candidat a exolluna

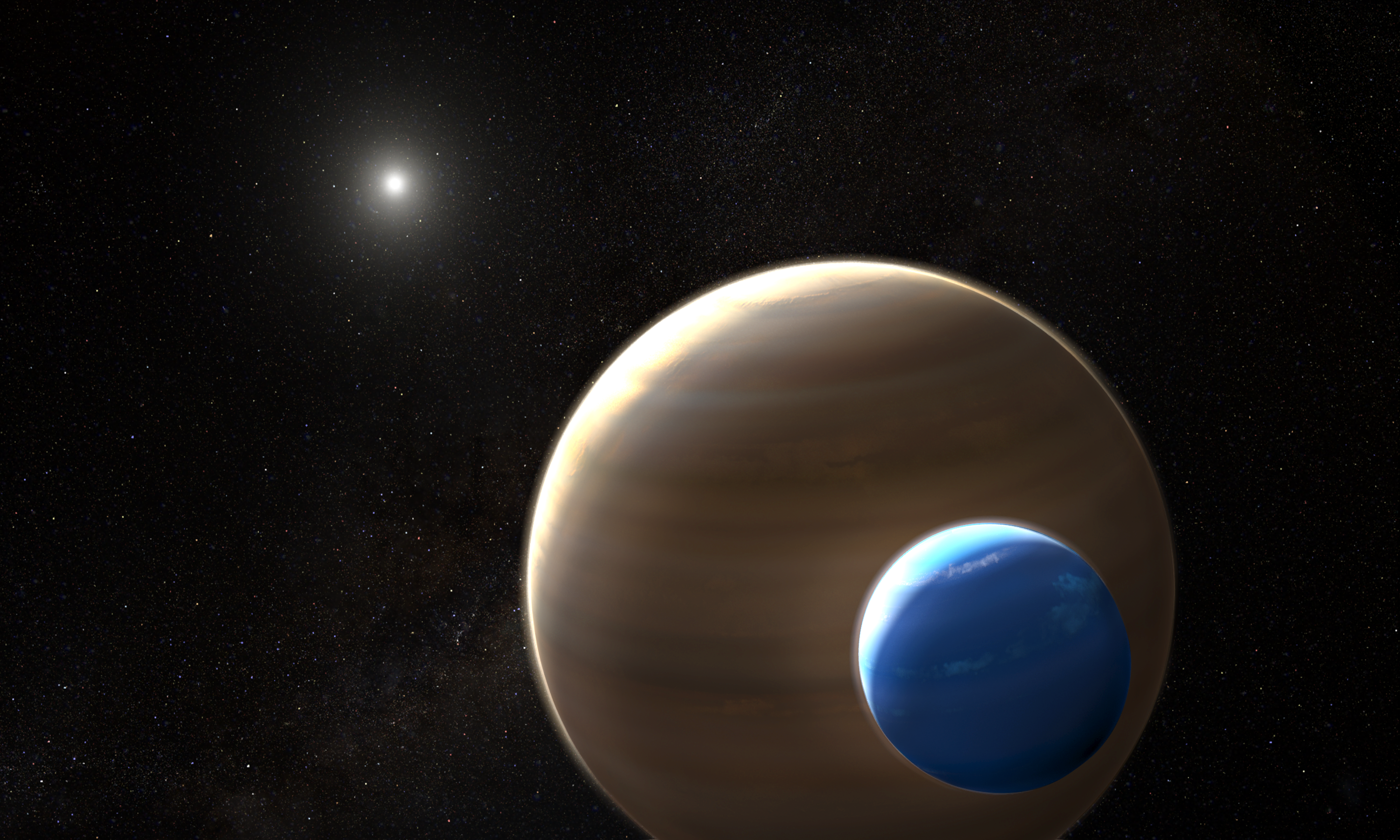
Exolluna Kepler-1625b I que orbita a Kepler-1625b (concepte artístic).

El juliol de 2017, els investigadors van trobar signes d'una exolluna (una lluna d'un altre sistema solar), de la mida de Neptú, que orbita a Kepler-1625b per mitjà de dades d'arxiu de la missió Kepler.
L'octubre de 2018, els investigadors que utilitzaven el telescopi espacial Hubble van publicar noves observacions de l'estrella Kepler-1625 que van revelar dues línies d'evidència independents indicatives d'una gran exolluna Kepler-1625b I. Es tractava d'una signatura de variació de temps de trànsit de 20 minuts que indicava un satèl·lit aproximadament de massa de Neptú, i una caiguda fotomètrica addicional que indicava un satèl·lit de radi de Neptú. La fase relativa de les dues signatures també era coherent amb la que provocaria un satèl·lit real, amb els efectes en antifase. L'estudi va concloure que la hipòtesi de l'exolluna és la més senzilla i millor explicació per a les observacions disponibles, tot i que va advertir que és difícil assignar una probabilitat precisa a la seva realitat i va demanar anàlisis de seguiment.
El febrer de 2019, una nova anàlisi de les observacions combinades de Kepler i Hubble va recuperar tant una caiguda semblant a la lluna com un senyal de variació de temps de trànsit similar. Tanmateix, els autors van suggerir que les dades també es podrien explicar per un Júpiter calent inclinat en el mateix sistema que no s'ha detectat anteriorment, que es podria provar mitjançant futures mesures de velocitat radial d'espectroscòpia Doppler. L'abril de 2019 es va publicar una segona nova anàlisi independent, que va recuperar una de les dues línies d'evidència, la variació del temps de trànsit, però no la segona, la caiguda semblant a la lluna. [7]L'equip de descobriment original va respondre a això poc després, trobant que aquesta nova anàlisi mostra una sistemàtica més forta en la seva reducció que pot ser responsable de la seva conclusió diferent.